# Галль, Франс
Франс Галль, или Франс Галь (фр. France Gall, наст. имя Изабель Женевьев Мари Анн Галль (фр. Isabelle Geneviève Marie Anne Gall), 9 октября 1947, Париж, Франция — 7 января 2018, Нёйи-сюр-Сен, Франция) — французская певица. Начиная с 1963 года выпустила несколько хитов, в 1965 году победила на конкурсе Евровидение, однако к концу 1960-х годов её популярность постепенно прошла и возобновилась лишь после начала сотрудничества с композитором и певцом Мишелем Берже в 1974 году, и следующие двадцать лет для Галль были успешными.

## Биография
Её отец Робер Галль (1918—1990) — певец и поэт-песенник, писавший тексты для Эдит Пиаф и Шарля Азнавура (знаменитая «La Mamma» принадлежит его перу). Мать Сесиль, урождённая Бертье — дочь Поля Бертье (1884—1953), одного из основателей церковной школы пения Les Petits Chanteurs à la croix de bois. У неё также есть старшие братья, близнецы Патрис и Филипп. В доме родителей Изабель постоянно видела многих артистов, среди которых были Юг Офрэ, Мари Лафорэ и Клод Нугаро. Будучи ребёнком, она часто сопровождала отца за кулисами знаменитого мюзик-холла Олимпия. Иногда отец даже позволял ей прогуливать школу, чтобы отвезти её на концерты Пиаф, Беко или Азнавура в Брюсселе. В пять лет Изабель начинает брать уроки игры на фортепиано, к одиннадцати годам осваивает гитару. В тринадцать-четырнадцать лет создаёт группу вместе с братьями, и они начинают играть на семейных торжествах и на пляжах летом. В семейном кругу малышку Изабель все называют «Бабу» (и по сей день многие поклонники называют её так). Отец же прозвал дочь «маленьким капралом» за её твёрдый характер.

### Начало карьеры
Во время пасхальных каникул 1963 года Изабель записывает по просьбе отца несколько песен, которые тот затем даёт послушать музыкальному издателю Дени Буржуа. 11 июля того же года для девочки было устроено прослушивание в театре на Елисейских Полях, и вскоре её отец подписывает контракт с фирмой Philips (поскольку юная певица была ещё несовершеннолетней и сама не могла этого сделать), а Дени Буржуа становится её арт-директором. Изабель записывает четыре песни вместе со знаменитым джазменом и композитором Аленом Гораге, работавшим с Борисом Вианом. По настоянию выпускающей компании, Изабель приходится взять сценический псевдоним Франс, поскольку в то время уже была знаменитая певица по имени Изабель — Изабель Обре. «Я всегда была против Франс, я считала, что это слишком грубо. Изабель… оно мне соответствовало, оно мне нравилось. Так что… не знаю, что должно было произойти, чтобы я начала любить своё имя, но теперь я — Франс Галль. Это в точности я», — скажет она много лет спустя.
В день своего шестнадцатилетия, 9 октября 1963 года, Франс получает неожиданный подарок — её песню Ne sois pas si bête впервые передают по радио. Песня сразу же попадает на 44 место хит-парада Salut les copains.
Дени Буржуа приходит в голову замечательная мысль — познакомить Франс с другим своим протеже, Сержем Генсбуром, чья карьера в тот момент застыла на месте. Он предлагает Сержу писать для Франс. Таким образом на второй пластинке Франс, вышедшей в марте 1964 года, заглавной песней стала написанная Генсбуром N'écoute pas les idoles, сразу вошедшая на 9 место хит-парада. Позже Франс скажет об их совместной работе: «Сержа Генсбура мне было приятно видеть, потому что я им восхищалась, и мне нравилось то, что он пишет. И мне очень нравились его застенчивость, его элегантность и его воспитание. Это отношение было очень-очень приятным. […] На меня производило большое впечатление, что этот мужчина работает для меня и интересуется мной».
Франс тем временем бросает лицей, в котором её, впрочем, оставили на второй год (что отчасти поспособствовало её желанию попробовать себя в роли певицы), и полностью посвящает время своей карьере.
21 марта 1964 года журнал Paris Match посвящает ей первую статью. Параллельно певица начинает выступать на сцене. Её первое выступление состоялось 14 апреля 1964 года в Брюсселе, в первом отделении концерта Саши Дистеля.
Будучи окружённой профессиональной командой композиторов и поэтов, Франс будет крайне трудно отстаивать выбор своих песен, но, тем не менее, именно благодаря им у неё будет репертуар, написанный специально для неё, в то время, как другие звёзды йе-йе перепевали англоязычные хиты.
«Если исполнительница не пишет слова и музыку, и к тому же ещё перепевает чужие песни, не создаёт песню — она не представляет особого интереса», — скажет Франс позже.
В 1964 году в свет выходят синглы с песнями Jazz à gogo, Mes premières vraies vacances, хит лета от Сержа Генсбура — Laisse tomber les filles, Christiansen. Музыкальный стиль Франс будет отныне колебаться между джазом, детскими и двусмысленными песнями.
В конце 1964 года Франс подчиняется просьбам своих менеджеров и записывает сингл для детей, среди которых — песня, написанная её отцом и композитором Ж. Лиферманом — Sacré Charlemagne, которую она записывает против своей воли. «Мне было плохо от Sacré Charlemagne, я помню, мне она совсем не нравилась. Мне она не нравилась, и тем не менее, я позволила ей выйти. До такой степени я не владела ситуацией».
Сингл с песней Sacré Charlemagne имел оглушительный успех среди школьников не только во Франции, но и в Японии, США, Африке и многих других странах, и был продан тиражом более 2 миллионов экземпляров. Песня даже стала гимном молодёжного движения в Алжире.

### Евровидение

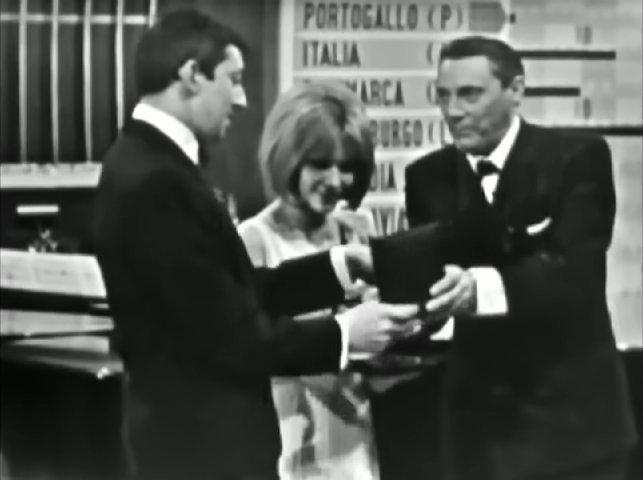
Франс Галль и Серж Генсбур получают Гран-при Евровидения из рук Марио дель Монако

В начале 1965 года Франс была выбрана, чтобы представлять Люксембург на конкурсе песни Евровидение. Из 10 предложенных ей песен она выбрала Poupée de cire, poupée de son Генсбура. 20 марта она вместе с Сержем Генсбуром и Аленом Гораге приезжает в Неаполь, где в тот год проходил конкурс. Песня была освистана на репетициях, и во время конкурса Франс будет нетвёрдым голосом исполнять её перед 150 миллионами телезрителей со всего мира (включая СССР), как она сама говорит, «вопреки и против всех». Победа досталась ей, несмотря на то, что все прочили первое место её английской конкурентке.
Успех песни был огромен, и Франс записала её на немецком, итальянском и даже японском языках.
В 1968 году Муслим Магомаев записал песню Poupée de cire, poupée de son на русском языке (Восковая кукла)..
Летом Франс уезжает в многомесячное турне, параллельно продолжая записывать новые хиты, среди которых — Attends ou va-t’en, Nous ne sommes pas des anges, L’Amérique. В ноябре выходит сингл с вышедшей из-под пера Генсбура песней Baby Pop, ставшей первой её песней с довольно жёстким текстом, чья резкость была, впрочем, не столь очевидна, поскольку шла из уст восемнадцатилетней девушки.
В 1965 году в США была показана одна из телепередач Жана-Кристофа Аверти с участием Франс. Её замечает Уолт Дисней и предлагает ей роль в музыкальном фильме Алиса в стране чудес, который он собирался снимать. Это был единственный кинопроект, на который певица согласилась, хотя всегда просила своё окружение «помешать ей сниматься в кино». Однако смерть Диснея в декабре 1966 года помешала реализации этого проекта.

### Леденцы
В марте 1966 года Франс записывает свой очередной альбом, заглавной песней которого становится «Les sucettes» Сержа Генсбура. Впервые услышав песню, Франс нашла её очаровательной — в ней говорилось о девочке Анни, очень любящей анисовые леденцы. Однако когда пластинка уже вышла в свет и песня стала хитом, вокруг Галль разгорелся настоящий скандал — в невинном на первый взгляд тексте содержался вполне недетский подтекст. Когда Галль поняла это, для неё это стало шоком. В течение многих месяцев она оправлялась от такого предательства со стороны её окружения и Сержа Генсбура в частности. «Я не люблю провоцировать скандалы. Я люблю, когда меня любят», — скажет она в 1968 году по этому поводу. А много лет спустя вновь вернётся к этой теме: «Я бы никогда не стала петь эту песню, если бы мне объяснили её смысл».
Отныне у неё долгое время не будет хитов, а её творческий союз с Генсбуром, хоть и не распадётся ещё какое-то время, уже больше не будет успешным (Галль не прекратила работать с Сержем и не сказала ему о своей обиде, но «зло уже было сделано»).
Теперь во всех песнях Галль, даже написанных не Генсбуром, будут видеть корыстные намерения. Например, за песню «Bonsoir John John», посвящённую сыну Джона Кеннеди, певицу будут обвинять чуть ли не в некрофилии.
Даже её детские песни, записанные в 1967 году, будут критиковать, подозревая в низменных подтекстах (например, «Les Leçons particulières»). Не улучшали дело и мизансцены передач с её участием: Жан-Кристоф Аверти в своей программе «Les raisins verts» проиллюстрировал детскую песню о потерянной и вновь найденной собачке («J’ai retrouvé mon chien»), дав Франс в руки поводок с мужчинами, ходившими на четвереньках.

### Постепенный закат карьеры
В начале 1967 года выходит дуэт Галль с Морисом Биро, La petite — песня о девочке, в которую влюбляется друг её отца. Эта тема не приносит пластинке успеха, хотя на ней присутствовала также весьма поэтичная Néfertiti Генсбура.
Следующая её пластинка будет записана при участии английского композитора и аранжировщика Дэвида Уитэйкера. Новые авторы — Франк Тома и Жан-Мишель Рива вместе с певцом и композитором Джо Дассеном, напишут для Галль песню Bébé requin, которая затмит все остальные песни с пластинки, включая и генсбуровскую Teenie Weenie Boppie, в которой тот выступил против употребления ЛСД. Этот провал уязвит Сержа и ознаменует собой окончание их сотрудничества.
В личной жизни Галль также происходят изменения: летом 1967 года она бросает, после трёхлетнего бурного романа, певца Клода Франсуа, из-за сложного характера последнего. Задетый её уходом Клод напишет свою знаменитую Comme d’habitude, которая будет затем перепета на английском языке (My Way) Фрэнком Синатрой, Элвисом Пресли и многими другими. Впрочем, Галль отрицает, что эта песня о ней: «Клод говорил мне, что эта песня посвящена мне… быть может, чтобы меня взволновать. Но я не вижу связи между текстом и нашим расставанием. Потому что я не была тем чудовищем, что описано в песне».

### Международная карьера
После победы на Евровидении в 1965 году Галль начала записывать песни на других языках. В 1965—1966 гг она записывает песню Poupée de cire, poupée de son на немецком, итальянском и японском языках. Также для Японии была записана песня Le prince charmant, по популярности же в этой стране Франс соперничала с самими The Beatles.
На итальянском языке Галль с 1965 по 1972 год записала в общей сложности 12 песен, 2 из которых, впрочем, так и не были выпущены в Италии. Её хитом в Италии стала песня Джильолы Чинкветти La pioggia (во французском варианте L’orage), с которой Франс в 1969 году выступала на знаменитом фестивале Сан-Ремо.
Для Испании Галль записала в 1969 году три песни, La lluvia (она же La pioggia и L’orage), Hombre chiquitin (Homme tout petit) и Los años locos (Les années folles).
Но самая успешная карьера за пределами родной страны сложилась у неё в Германии, где она регулярно выпускала синглы с 1966 по 1972 год. Там на певицу работала отдельная команда авторов — композитор и аранжировщик Вернер Мюллер, а также актёр Хорст Буххольц (Великолепная семёрка) и композитор Джорджио Мородер (автор музыки к фильмам Полуночный экспресс, Лучший стрелок). Вот далеко не полный список её хитов в Германии: A Banda (одна из немногочисленных кавер-версий в её карьере), Der Computer Nr 3, Love, l’amour und liebe, Hippie, hippie, Ich liebe dich — so wie du bist, Mein Herz kann man nicht kaufen, а также Haifischbaby (немецкая версия песни Bébé requin), Die schönste Musik, die es gibt (кавер-версия песни Music to Watch Girls By), Was will ein Boy?, Komm mit mir nach Bahia.

### Перемены
В январе 1968 года выходит новая пластинка с песней Тома-Рива-Дассена Toi que je veux и великолепно аранжированной Chanson indienne Уитэйкера, тем не менее, сингл не встречает должного успеха.
На следующей её пластинке присутствуют песни разных стилей — джазовая Le temps du tempo, лёгкая Dady da da (эта песня, написанная М. Коломбье, ранее служила позывными для телепередачи Dim, Dam, Dom и была адаптирована для Франс П. Деланоэ), фолковая La vieille fille и стилизованная под классическую музыку Allô! Monsieur là-haut. Однако эта пластинка осталась незамеченной в урагане майских событий того года.
Следующие песни Галль, такие, как чувственная джазовая Y’a du soleil à vendre или милые песенки вроде 24/36 и Souffler les bougies также не повышают интереса к её творчеству.
В конце 1968 года как раз истекает срок действия контракта певицы с фирмой Philips и она, воспользовавшись наступившим совершеннолетием, решает пойти своим собственным путём и расстаётся со своим импресарио Дени Буржуа.

### Поиски авторов
В 1969 году Галль подписывала контракт с недавно образовавшейся компанией La Compagnie. Её музыкальным продюсером и арт-директором стал Норбер Саада. С ним Галль начала свой «переход через пустыню», который продлится вплоть до её встречи с Мишелем Берже. В её записях лучшее зачастую соседствует с худшим, певица не может найти единый стиль.
В 1996 году она рассказала о том времени в интервью журналу Platine: «Как же мне было плохо! Достаточно мучительно в двадцать лет не иметь денег, когда в шестнадцать у тебя их было много».
Хорошие песни остаются незамеченными, как, например, Les gens bien élevés, La manille et la révolution (1969 год), Zozoï, Les éléphants (1970 год). К тому же, La Compagnie вскоре разоряется.
В 1971 году она стала первой французской артисткой, подписавшей контракт с американским лейблом Atlantic Records. Но даже работы с такими авторами, как Жак Ланзманн и его C’est cela l’amour (на блюзовую музыку П.-Ж. Боровски) и Этьен Рода-Жиль с его Chasse-neige не спасли положение.
В том же 1971 году Галль вместе со своим братом Патрисом принимает участие в фоторомане в восьми эпизодах для журнала Télé poche. Позже она так прокомментирует это журналистам Platine: «Для меня этот фотороман был деградацией. Следующим этапом стали бы, наверное, съёмки в порнофильме. (Смеётся)»
В 1972 году Галль вновь встречается с Генсбуром, думая, что он один может что-то сделать. Он пишет ей две песни: Frankenstein и Les petits ballons (на музыку Ж.-К. Ванье), которые она записывает уже для лейбла EMI-Pathé, но и это не помогает. В то время её арт-директором был Жан-Мишель Рива, но, несмотря на зрелость его текстов, песни 5 minutes d’amour (1972), Par plaisir и Plus haut que moi (1973) также терпят неудачу.
В начале 1974 года Галль снялась в единственном в её карьере короткометражном (25 мин.) телефильме под названием Notre correspondant à Madras режиссёра Жана-Пьера Спьеро, который был показан в марте по новому третьему каналу. Галль сыграла в нём роль сладострастной секретарши Саши Питоеффа.
Вся карьера Галль с 1963 по 1973 год не оставила у певицы приятных воспоминаний, о чём она впоследствии часто говорила в интервью. Навязываемый ей взрослыми репертуар и образ наивной нимфетки, бесконечные турне, во время которых ей приходилось долгое время быть вдали от дома и семьи, невозможность жить, как другие молодые люди её возраста…
«Вся моя юность — совсем нехорошее воспоминание. До того момента, когда я встретила Мишеля, я чувствовала себя не в своей тарелке. Я не находила равновесия в профессии, которой занималась, потому что мне не нравилось то, как я занимаюсь этой профессией, как меня заставляли заниматься этой профессией, потому что когда ты совсем молодой, ты позволяешь направлять себя… Ты смотришь и слушаешь, и это всё, что ты делаешь. Я знала, что мне не нравится, и чего я не хочу, но не знала, чего хочу, так что было трудно».

### Встреча с Мишелем Берже
Весной 1973 года Галль слышит по радио в машине песню молодого певца и композитора Мишеля Берже Attends-moi. Она настолько поражена песней, что даже останавливает машину, чтобы дослушать её спокойно. Она вспоминает, что раньше она уже несколько раз встречала Мишеля. Вскоре она вновь встречается с ним на одной радиопередаче и просит его высказать мнение о песнях, которые её продюсеры предлагают ей записать для новой пластинки. Песни Мишеля не впечатлили, однако он в то время даже и не думал писать для Галль. Она же твёрдо решила, что, если Мишель не будет писать для неё, она прекратит петь: «Это будет он или никто».

### Новый взлёт карьеры
Впрочем, в 1974 году он всё же предлагает ей исполнить небольшую партию в своей песне Mon fils rira de rock’n’roll. И только после того, как продюсер Галль предложил ему это, он задумывается о том, чтобы написать для неё песню. Так появилась La déclaration d’amour, которую Мишель изначально написал для себя под влиянием зарождающейся влюблённости во Франс, с которой они общаются всё теснее, хотя оба на тот момент были ещё несвободны (Франс уже пять лет жила с певцом и композитором Жюльеном Клером).
Песня выходит в мае 1974 года и сразу же взлетает на вершины хит-парадов. Карьера Франс постепенно начинает набирать новую высоту…
Летом Франс и Мишель улетают в США, чтобы поработать над мюзиклом Angelina Dumas, который так никогда и не будет издан, за исключением нескольких песен. Именно там, по словам самой Франс, и начался их роман. Вскоре после возвращения из Америки молодые люди начинают жить вместе.
Осенью они на неделю улетают в Лондон, где Мишель работает над своим новым альбомом, но находит время и для Франс: вскоре выходит её новый сингл Mais aime-la.
В декабре 1975 года выходит первый альбом Франс, написанный для неё Мишелем, под названием France Gall. Кроме La déclaration d’amour хитами с него становятся Comment lui dire, Ce soir je ne dors pas, Samba mambo. «Это был мой первый альбом! — говорит Франс. — Невероятная вещь для меня! Но, как мне кажется, я совсем не волновалась. И к тому же, меня полностью успокаивал тот факт, что кто-то взял дело в свои руки. С Мишелем я смогла петь ритмичные песни».
Этот первый альбом стал способом окончательно стереть образ Франс Галль 1960-х годов. Пластинка будет продана не очень большим тиражом в 50 000 экземпляров. «Мы были довольны. Этот альбом сразу нашёл своего слушателя».
В 1976 году знаменитые телевизионные продюсеры Марити и Жильбер Карпантье дают в распоряжение Мишеля одну из своих знаменитых передач Numéro 1. Берже подошёл к делу со всей ответственностью и то, что должно было стать обычной эстрадной передачей, становится целой музыкальной сказкой под названием Emilie ou la petite sirène (Эмили или русалочка) с 13 совершенно новыми песнями. Роль Эмили, главной героини, в ней исполняет Галль. Также в сказке приняли участие Эдди Митчелл, Кристоф, Николь Круазий, Франсуаза Арди, Мари-Франс Пизье и сам Мишель. Главным хитом с неё станет дуэт Мишеля и Франс Ça balance pas mal à Paris.
Сказка была показана 22 мая 1976 года, что определило дату свадьбы Мишеля и Франс — месяцем позже, 22 июня.
С юности Галль мечтала о собственной семье и детях: «Я хотела добиться успеха как певица, но не хотела пройти мимо всего остального». Их свадьба была скромной, без фотографов, и происходила в мэрии 16 округа Парижа. Главным их правилом отныне будет то, что их крайне редко будут видеть вместе. «О своих чувствах не говорят», — неизменно повторял Мишель. Франс со своей стороны заявляла: «Мне нравится жить, но я не люблю быть на виду. Это не очевидно в нашей профессии, где ты выставляешь себя напоказ!»
В творчестве Галль устанавливается полная гармония между её личностью и исполняемыми ей песнями. «Когда я впервые села за рояль рядом с Мишелем, и он попросил меня спеть, у меня, наконец, создалось впечатление, что я на своём месте. С Мишелем я начала чувствовать себя хорошо на 100 %».
Весной 1977 года выходит второй альбом Франс, Dancing disco. Это — альбом-концепт, рассказывающей историю девушки Магги, работающей в баре. Главными хитами с диска стали Musique, Si, maman, si и Le meilleur de soi-même. За этот альбом Франс получила первый в своей карьере «золотой» диск в Нью-Йорке в офисе компании Atlantic, лично из рук её президента Сэма Гуди.
Мишель, однако, не ограничивается написанием песен для Франс. Он убеждает её выйти на сцену. "Когда я впервые вышла на сцену, мне было 16 лет, — вспоминает певица. — И сцена для меня была кошмаром. Как только я смогла, я прекратила выступать и сказала себе: «Больше такого никогда не будет!»
Мишелю всё же удаётся убедить её, что всё будет хорошо и что ей понравится. Местом проведения концертов они выбирают театр на Елисейских Полях. Специально к этим шоу Мишель пишет для Франс новый сингл — Viens, je t’emmène. Мишелю приходит идея окружить Франс во время этих концертов одними женщинами: это будет премьера в истории французского мюзик-холла.
За два дня до генеральной репетиции Франс узнаёт, что беременна. Именно поэтому за концертами не последовало турне. «Я также была немножко рассеянной, потому что параллельно этим концертам я проживала то, чего желала больше всего на свете».
Мишель, тем временем, работает над давно задуманной им рок-оперой Starmania. Он ищет поэта, который мог бы написать достаточно жёсткое, соответствующее сюжету, либретто. Франс была в то время большой поклонницей канадской певицы Диан Дюфрен и часто слушала её пластинки, так Мишель открыл для себя Люка Пламондона, писавшего для Дюфрен тексты. Ему удаётся убедить Люка поработать с ним. Компания снимает на три месяца дом в Антибе и работа закипает. Именно там были написаны будущие хиты — Le monde est stone и Les uns contre les autres. Мишель и Люк, однако, принимают решение, что ни Франс, ни Диан не будут принимать участие в рок-опере. Хотя Франс хотелось попробовать себя в этом жанре, ей пришлось смириться. Тем не менее, поскольку авторам так и не удалось найти подходящую исполнительницу роли телеведущей Кристаль, они всё же позвали на неё Франс.
14 ноября 1978 года появляется на свет первый ребёнок Франс и Мишеля, дочь Полин Изабель.
Премьера рок-оперы состоялась в апреле 1979 года и имела оглушительный успех течение всего месяца, пока шли представления.
Весной 1980 года в свет выходит новый альбом Франс, Paris, France с одним из самых громких хитов Франс — песней Il jouait du piano debout, полностью затмивший все остальные песни с пластинки. Эта песня столкнётся на вершинах летних хит-парадов с песней La groupie du pianiste… из нового альбома Мишеля. Альбому был присвоен статус платинового с его 400 000 проданных экземпляров.
Во время своего летнего пребывания во Франции британский певец Элтон Джон слышит по радио песню, остается от неё в восторге и просит Мишеля Берже написать им с Франс совместный альбом. Вскоре был записан и выпущен сингл Donner pour donner. Песня становится хитом, но от идеи записи альбома приходится отказаться, так как Франс обнаруживает, что снова беременна. На сей раз супруги ждут сына.
Рафаэль Мишель появился на свет 2 апреля 1981 года.
В декабре того же года выходит четвёртый студийный альбом певицы, Tout pour la musique, включающий в себя такие хиты, как давшая название альбому песня о музыкантах Tout pour la musique и Résiste, которые Мишель написал в самый последний момент, когда ему после прослушивания готового материала показалось, что в альбоме чего-то не хватает. Тексты её песен становятся жёстче, например, в песне Diego речь идёт о политических заключённых, а в песне-молитве La prière des petits humains Франс поёт: «Боже всевышний, спасите нас от хаоса, спасите нас от нас самих». Теперь она уже точно может сказать, что её тексты похожи на неё.

### Триумфы и плохие новости
В январе-феврале 1982 года Франс даёт серию концертов во Дворце спорта в Париже перед 4000 зрителей в течение 6 недель. Её окружает команда из 12 музыкантов, 3 бэк-вокалисток и 3 танцоров. Именно там Франс по-настоящему открывает для себя сцену: она энергична, она поёт песни, отражающие её внутренний мир, она стала «женщиной, которая борется с трудностями, чтобы добиться успеха, женщиной, чувствующей себя своей тарелке, хозяйкой своей судьбы. […] Там я действительно проявила себя. Я стала певицей, выступающей на сцене».
Альбом с записью концерта станет дважды платиновым.
Но судьба приготовила Франс первый серьёзный удар: через три месяца после её триумфа во Дворце спорта они с Мишелем узнают, что их дочь Полин неизлечимо больна муковисцидозом. «Мы окончательно потеряли свою беззаботность в тот день», — скажет она позже.
Теперь у каждого из супругов был свой год для записи альбома.

### Débrancheи Зенит
Таким образом, следующий альбом Франс, Débranche!, записанный частично в Америке, частично во Франции, выходит весной 1984 года. Мишель перешёл от акустического звучания к электронике. Альбом получился энергичным и взлетел на вершины хит-парадов. На заглавную песню Débranche был снят видеоклип.
Осенью того же года Франс на четыре недели занимает парижский стадион Зенит, став первой женщиной, выступившей там. Перед 6000 поклонников певица исполняет, кроме своих старых хитов, почти все песни с новой пластинки, среди которых ставшие хитами Débranche, Hong Kong star, Cézanne peint и J’ai besoin de vous — этой песней, посвящённой её поклонникам, которой Франс открывает шоу.

### Африка,Babacar,Tour de Franceи передышка
Начиная с середины 1980-х годов, Франс и Мишель активно участвуют в различных благотворительных программах, помогающих жителям Африки, среди которых Action écoles, одним из организаторов которой был певец Даниэль Балавуан, близкий друг супругов. Особенно часто Франс ездит в Сенегал, на остров Н’Гор, который открыла для себя ещё в 1969 году.
Именно поэтому следующий альбом Франс, получивший название Babacar, пропитан африканской тематикой. Он был записан в Италии в 1986 году и вышел в апреле 1987 года. Заглавная песня альбома имеет реальную подоплёку: в одной сенегальской деревне к Франс подошла женщина с младенцем и предложила певице взять малыша (которого звали Бабакар) к себе, потому что ей не на что было растить его. Франс была потрясена, и, вернувшись в Париж, рассказала эту историю Мишелю. Они приняли решение не разлучать ребёнка с матерью и помогли им материально. А в альбоме появилась песня, вдохновлённая этой историей. Кроме неё, хитами с пластинки стали Ella, elle l’a (песня, посвящённая Элле Фицджеральд), Papillon de nuit, La chanson d’Azima и полная боли Evidemment (песня памяти погибшего в авиакатастрофе в январе 1986 года Даниэля Балавуана). Этот альбом вновь, как в 1960-е годы, принёс Франс международную популярность. Он и по сей день остаётся самым успешным в её карьере.
«Мы перешли к чему-то другому. Это более серьёзная пластинка», — говорит певица. Этот альбом Франс называет своим любимым.
В ноябре 1987 года Франс вновь выступает в Зените. Это шоу стало неким апофеозом: на сцене были собраны музыканты из Африки, Америки и Франции, это было роскошное, но при этом достаточно просто оформленное зрелище. «Мы действительно сделали красивое шоу. После него я захотела прекратить петь, потому что не знала, могу ли я сделать что-то лучше».
После концертов в Зените и последовавшего за ними многомесячного турне по Франции, Швейцарии и Бельгии, Франс неожиданно для Мишеля решает уйти со сцены. Мишель был очень расстроен, он как раз планировал снять музыкальный фильм, где сыграла бы Франс, но она отказывается, потому что не любит играть и притворяться. «На самом деле, мои приоритеты полностью поменялись, — расскажет она. — Потому что в 1980-х годах мы жили в сумасшедшем, ужасном ритме. Я чувствовала, что мне нужно отдышаться!»
Она не будет петь три года, за эти три года она много путешествует вместе с Мишелем и активно ищет, чем может заняться, по этому поводу у неё много идей (среди них — открыть свою газету или картинную галерею), но муж советует ей заняться чем-то, связанным с музыкой. В конце концов, Франс всё же решает вернуться на сцену, но только вдвоём с Мишелем.

### Double jeuи несбывшиеся планы
В июне 1992 года выходит их первый совместный альбом, получивший название Double jeu, совершенно не похожий на то, что они оба делали раньше в музыке. К тому же, если раньше Франс не участвовала в музыкальном оформлении своих альбомов, полностью доверяя Мишелю, то на сей раз она захотела привнести и своё видение: «Это очень своеобразный альбом. Мишель всегда говорил, что этот альбом — некий компромисс. Он предоставил мне столько места, сколько мне было нужно».
Они запланировали серию концертов, которые должны были начаться в парижском зале La Cigale и закончиться в Берси. 22 июня, в день шестнадцатой годовщины своей свадьбы, они дали «пробный» концерт в клубе New Morning, куда были приглашены только родственники и близкие друзья. «Мы готовились вместе провести музыкальный год и заранее получали от этого удовольствие!»
Этим планам не суждено было сбыться: 2 августа, во время их недолгого отдыха в своём доме в Раматюэле, Мишель скоропостижно умирает от сердечного приступа. Ему было всего 44 года. Мишель часто повторял: «Смерть — это странно: подростки думают о ней, а взрослые забывают». В его альбомах всегда были подобные нотки (особенно они чувствуются в последнем сольном творении Ça ne tient pas debout 1990 года). Мишель похоронен на кладбище Монмартр.
Чтобы забыться, Галль с головой окунается в творчество. Через три месяца после смерти мужа она находит в себе мужество поехать в Южную Африку вместе с другом детства, фотографом и режиссёром Жаном-Мари Перье, снимать клип на песню Superficiel et léger. После съёмок Жан-Мари Перье скажет о Галль: «Франс великолепная, редкая женщина, поворачивающаяся лицом к жизни, не отрицая свою боль. Она умеет всё стойко переносить, находить запасы юмора посреди чёрных дыр, смеяться над собой. Она была одновременно близка к нам и замкнута в себе, с успехом заботясь о том, чтобы никогда не выставлять свою грусть напоказ».

### Утонувшая в музыке
В конце 1992 года Галль предлагают выступить в Берси в следующем году. После недолгих раздумий певица согласилась: ей не хотелось забрасывать их альбом. «Причиной моих колебаний было лишь то, что я никогда ничего не делала одна. Мне всегда были нужны способности других людей, я всегда позволяла вести себя. Но я знала, что соглашусь. Я очень быстро решилась». Концерты были назначены на июнь 1993 года, но их вновь пришлось переносить, на сей раз на осень, из-за внезапно обнаруженной болезни. У певицы обнаружили рак груди, и в апреле ей была сделана успешная операция.
В сентябре Франс выходит на сцену Берси, в окружении четырёх музыкантов и бэк-вокалистки. По её признанию, это было самым сложным, что ей приходилось делать в артистическом плане. «Потому что у меня больше никого не было! Мне нужно было всё решать самой. Я нарисовала декорации, взяла музыкантов Мишеля и целую группу бэк-вокалистов и танцоров из ассоциации Droits de cités, патронессой которой я являюсь, и выступила в Берси, а потом поехала на месяц в турне. Эти молодые люди из пригородов с их хип-хоп культурой очень мне помогли и многому научили».
«Лучшее, что случалось со мной, — скажет она публике, — это быть сегодня вечером здесь, на этой сцене, в Берси… сейчас…»
После Берси Франс сразу же захотела сделать новое шоу, на сей раз в небольшом зале Плейель. Концерты должны были начаться всего лишь через девять месяцев после Берси. В последний момент Франс покидают музыканты, работавшие с ней над концертами в Берси, и ей приходится срочно набирать новую группу. «Редко какой спектакль готовился с таким воодушевлением», — призналась она позже. Восемь дней Франс будет выступать в Плейеле, без прессы, без всякой рекламы, а затем на месяц отправится в турне. «Это было для моего собственного удовольствия. Мне просто хотелось исполнять эту музыку».

### Америка, альбомFrance, новые концерты и уход со сцены
В конце 1994 года Франс решает на несколько месяцев уехать с детьми в Соединённые Штаты, в Лос-Анджелес, потому что ей хотелось исполнить желание Мишеля, всегда повторявшего, что их дети должны знать английский.
Сама она в это время решает записать новый альбом с американскими музыкантами, переделав по-своему некоторые песни Мишеля и свои старые хиты. По её словам это было одной из самых сложных задач в её жизни. Альбом записывался в легендарной студии Record Plant с несколькими американскими продюсерами в течение почти целого года. И всё это при том, что Франс почти не говорила по-английски! «Это была постоянная борьба, я отдавала себе отчёт, что всё идёт не в том направлении, которого я желала. Но в конечном счёте я получила уникальный звук. Этот альбом не похож ни на какой другой».
Альбом, получивший простое название France вышел в марте 1996 года и впоследствии стал платиновым. Певице аккомпанировали музыканты Принса, Майлса Дейвиса и Фрэнка Заппы. Одному журналисту, воскликнувшему с восторгом: «Вы ни в чём себе не отказываете!», она ответила: «Это Мишелю я ни в чём не отказываю!»
Заглавной песней альбома становится Plus haut, написанная Мишелем для Франс в 1980 году и после смерти Мишеля получившая иной смысл, так как в ней поётся: «Тот, кого я люблю, живёт выше…» Сама певица удивлялась, насколько пророческой была эта вещь: «В студии по мне бегали мурашки, настолько невероятным я находила то, что эта песня, написанная за пятнадцать лет до этого, настолько соответствует нынешней реальности».
По просьбе Франс Жан-Люк Годар снял на эту песню клип, за который компания Warner заплатила немалые деньги, и который был, однако, показан лишь один раз в связи с нарушением авторских прав на использованные в нём отрывки фильмов и произведений искусства.
Несмотря ни на что, альбом всё же получил весьма неоднозначную реакцию среди поклонников певицы и до сих пор ещё вызывает бурные дискуссии.
После альбома, как всегда, будут концерты, на сей раз в зале Олимпия, в котором она никогда раньше не выступала, поскольку он, по её собственному признанию, всегда вызывал у неё страх. Так что эти концерты стали для певицы своеобразным вызовом, тем более, что аккомпанировать ей должны были музыканты Принса, Стиви Уандера и Стинга! «Это очень особенное шоу, которое тоже не похоже ни на что из того, что было раньше». Концерты прошли в ноябре, за ними вновь последовало турне.
А в начале 1997 года Галль с теми же музыкантами начинает готовиться к акустическому концерту для телеканала M6, на который будут допущены лишь сотрудники канала и небольшое число верных поклонников. Концерт состоялся 22 марта, и Франс сказала о нём: «Это лучшее, что я сделала для телевидения». В списке песен, исполнявшихся во время концерта, кроме песен Мишеля также была песня Генсбура Attends ou va-t’en и La mamma (её текст был написан отцом Франс), спетая дуэтом с Шарлем Азнавуром. «Мне хочется вложить туда в каком-то смысле всю свою творческую жизнь, — пояснит она. — Я встречалась с необыкновенными людьми, работала с самыми известными авторами, и мне захотелось сделать небольшой обзор всего этого». Также певица объявит, что это будет её последний концерт и последнее, что она сделает в своей музыкальной карьере на тот момент.
15 декабря 1997 года в возрасте 19 лет умирает Полин. После этого Галль надолго уединяется на острове Н’Гор в Сенегале в своём доме, построенном в 1990 году.

### Возвращение, но не на сцену
В августе 2000 года во время парижских концертов певца Джонни Холлидея (давнего друга Франс и Мишеля) на сцену выходит Франс и исполняет с Джонни песню Quelque chose de Tennessee, написанную для него Мишелем. Поклонники певицы надеются на возвращение певицы на сцену, но этого не происходит.
В сентябре того же года Галль начинает работать над автобиографическим фильмом, получившим название Франс Галль о Франс Галль, премьера которого состоялась 9 октября 2001 года на телеканале France 3. Фильм собрал у телеэкранов 9 миллионов зрителей. Галль так скажет об этом фильме в одном из многочисленных интервью того года: «Я никогда не напишу автобиографию. Моя книга — этот автопортрет, который я хотела сделать как можно более искренним».
2002 год был посвящён Мишелю Берже: при поддержке Франс компанией Warner была выпущена вторая его антология (первая датируется 1994 годом). Также Франс совместно с Жаном Бруссом (другом детства Мишеля) издаёт книгу-фотоальбом о Мишеле — Si le bonheur existe. И, наконец, в декабре был показан подготовленный ею фильм о Мишеле — Мишель Берже глазами Франс Галль.
В 2004 году преданных поклонников ожидает приятный сюрприз — компания Warner готовит к выпуску собрание песен Франс с 1974 по 1997 годы под названием Evidemment на 14 дисках, один из которых — DVD с концертом в Берси 1993 года. Кроме того, в него входят две не издававшиеся ранее песни — Une femme tu sais и La seule chose qui compte (на последнюю был даже снят клип), а также ранее не выходивший в продажу концерт в Плейеле 1994 года. Выходу антологии сопутствовала большая промокампания на телевидении и в прессе.
В 2006 году Франс становится патронессой организации Coeur de Femmes, помогающей бездомным женщинам. «Женщина, живущая на улице — это абсолютный нонсенс», — сказала она по этому поводу.
Осенью 2007 году по случаю пятнадцатой годовщины смерти Мишеля Берже телеканал France 2 готовит передачу, посвящённую его музыке под названием Tous… pour la musique с Франс в качестве ведущей. Среди приглашённых артистов было как поколение Мишеля и Франс (Джонни Холлидей, Франсуаза Арди, Ален Шамфор и др.), так и молодые звёзды французской эстрады (Амель Бент, Кристоф Виллем, Diam's и др.). По такому случаю Франс дала несколько интервью в прессе.
Весной 2009 года Франс повторит опыт 2007 года и в качестве ведущей появится в передаче, посвящённой тридцатилетию рок-оперы Starmania — Starmania, une histoire pas comme les autres, вновь для телеканала France 2. В передаче приняли участие певцы, в разные годах участвовавшие в постановках рок-оперы (Диан Дюфрен, Моран, Питер Кингсбери) и молодые исполнители (Дженифер, Амандин Буржуа, Жюльен Доре и др.). Франс дала многочисленные интервью в прессе и на телевидении.
В 2010 году в одном из выпусков программы Vu du ciel, посвящённом Сенегалу, Франс дала небольшое интервью о Сенегале и открытой ею школе для детей рыбаков на острове Н’Гор.
В июле 2012 года в журнале Gala вышло интервью с Франс, в котором она сообщила, что занята написанием музыкального спектакля, состоящего из песен, написанных Мишелем Берже. Тогда Франс упомянула, что проект увидит свет в 2014 году. В июне 2013 года Франс дала интервью газете Le Parisien, негативно высказавшись об альбоме певицы Дженифер, перепевшей её песни, и о передаче Samedi soir on chante France Gall. Наконец, в декабре 2014 года был открыт сайт будущего мюзикла, получившего название Résiste (а не Appelez-moi Maggie, как писала ранее французская пресса). Премьера шоу состоялась 4 ноября 2015 года в парижском Дворце Спорта. Франс сыграла роль рассказчицы Мун, её роль, заранее снятая на видео, транслировалась на экране, и она не пела
В создании мюзикла певице помогал Брук Давит (англ. Bruck Dawit), американо-эфиопский продюсер и музыкант, с которым она познакомилась во время своего пребывания в США в 1995 году и с которым её связывали профессиональные и личные отношения до конца её жизни.

### Уход из жизни
По сообщению журнала Gala, Франс Галль в феврале 2016 года была госпитализирована на 9 дней в связи с «лекарственной непереносимостью», в то время как при обследовании у неё были выявлены «нарушения в работе почек» и признаки «сердечной недостаточности». 27 декабря 2017 года журнал Ici Paris объявил о поступлении певицы 19 декабря в интенсивную терапию американского госпиталя в Нейи-сюр-Сен, где Франс Галль скончалась утром 7 января 2018 года.
«Это потрясение, потому что она была настолько сдержанной, что мы не знали о её болезни», — сказал в тот день Юг Офре.
«Франс, нам было по 20 лет, и были радости и печали. Часть моей жизни уходит с тобой. Жюльен», — написал в Твиттере Жюльен Клер.
Похороны певицы прошли 12 января на кладбище Монмартр, где отныне она покоится вместе с Мишелем Берже и дочерью Полин. Церемония проходила в узком кругу, согласно пожеланию Франс, не хотевшей национального прощания.
Поклонники смогли попрощаться с ней в среду и четверг в похоронном бюро Мон-Валерьен.

## Дискография

### 1963—1973 гг.

#### Синглы 1963—1968 гг (Philips)
| Год  | Трек-лист сингла                                                                          |
| ---- | ----------------------------------------------------------------------------------------- |
| 1963 | Ne sois pas si bête Ça va, je t’aime J’entends cette musique Pense à moi                  |
| 1964 | N'écoute pas les idoles Ne dis pas aux copains Les rubans et la fleur Si j'étais garçon   |
| 1964 | Jazz à gogo La cloche Mes premières vraies vacances Soyons sages                          |
| 1964 | Laisse tomber les filles Le premier chagrin d’amour Christiansen On t’avait prévenue      |
| 1964 | Sacré Charlemagne Au clair de la lune Nounours Bonne nuit                                 |
| 1965 | Poupée de cire, poupée de son Un prince charmant Dis à ton capitaine Le coeur qui jazze   |
| 1965 | Attends ou va-t’en Et des baisers Mon bateau de nuit Deux oiseaux                         |
| 1965 | L’Amerique On se ressemble toi et moi Nous ne sommes pas des anges Le temps de la rentrée |
| 1965 | Baby pop Faut-il que je t’aime Cet air-là C’est pas facile d'être une fille               |
| 1966 | Les sucettes Quand on est ensemble Ça me fait rire Je me marie en blanc                   |
| 1966 | Bonsoir John John La rose des vents La guerre des chansons Boom boom                      |
| 1967 | L'écho Celui que j’aime                                                                   |
| 1967 | Oh ! Quelle famille J’ai retrouvé mon chien                                               |
| 1967 | Il neige Tu n’as pas le droit                                                             |
| 1967 | La petite Polichinelle Néfertiti Les yeux bleus                                           |
| 1967 | Teenie weenie boppie Chanson pour que tu m’aimes un peu Bébé requin Made in France        |
| 1968 | Chanson indienne La fille d’un garçon Toi que je veux Gare à toi… Gargantua               |
| 1968 | Dady da da Le temps du tempo Allô! Monsieur là-haut La vieille fille                      |
| 1968 | 24/36 Souffler les bougies Rue de l’abricot Don’t make war, Captain, make love            |
| 1968 | Mon p’tit soldat Y’a du soleil à vendre                                                   |

#### Синглы 1969—1970 гг (La Compagnie)
| Год  | Трек-лист сингла                                                                  |
| ---- | --------------------------------------------------------------------------------- |
| 1969 | Homme tout petit L’orage Les gens bien élevés L’hiver est mort                    |
| 1969 | Les années folles Soleil au coeur La manille et la révolution Les quatre éléments |
| 1969 | Baci, baci, baci La torpédo bleue                                                 |
| 1970 | Zozoï Merry, merry o!                                                             |
| 1970 | Les éléphants Shakespeare et pire encore                                          |

#### Синглы 1971 года (Atlantic)
| Год  | Трек-лист сингла                |
| ---- | ------------------------------- |
| 1971 | C’est cela l’amour L'été        |
| 1971 | Caméléon, caméléon Chasse-neige |

#### Синглы 1972—1973 гг (Pathé/EMI)
| Год  | Трек-лист сингла                     |
| ---- | ------------------------------------ |
| 1972 | Frankenstein Les petits ballons      |
| 1972 | 5 minutes d’amour La quatrième chose |
| 1973 | Par plaisir Plus haut que moi        |

#### Германия (1965—1972 гг.)
| Год  | Трек-лист сингла                                                     |
| ---- | -------------------------------------------------------------------- |
| 1965 | Das war eine schöne Party Meine erste große Liebe                    |
| 1966 | Wir sind keine Engel Ich träume jede Nacht                           |
| 1967 | Die schönste Musik, die es gibt Samstag und Sonntag                  |
| 1967 | Was will ein Boy ? Love, l’amour und Liebe                           |
| 1968 | Haifischbaby Hippie hippie                                           |
| 1968 | A banda Mein Herz ist weg                                            |
| 1968 | Der Computer Nr. 3 Alle Reden von der Liebe                          |
| 1968 | Merci, Herr Marquis … So einen jungen Mann                           |
| 1969 | Die Playboys bei den Eskimos I like Mozart                           |
| 1969 | Ein bißchen Goethe, ein bißchen Bonaparte Des Rätsels Lösung         |
| 1969 | Ich liebe dich — so wie du bist Links vom Rhein und rechts vom Rhein |
| 1970 | Kilimandscharo Wassermann und Fisch                                  |
| 1970 | Dann schon eher der Pianoplayer Ich kann dir nicht böse sein         |
| 1970 | Mein Herz kann man nicht kaufen Ich singe meinen Song                |
| 1971 | Zwei Verliebte zieh’n durch Europa Ich war ein Kind                  |
| 1971 | Unga Katunga Ali Baba und die 40 Raüber                              |
| 1972 | Für dreißig Centimes Lieber Leo                                      |
| 1972 | Ein bißchen mogeln in der Liebe Komm mit mir nach Bahia              |
| 1972 | Ich bin zuckersuß Kommst du zu mir ?                                 |
| 1972 | Ich habe einen Freund in München Miguel                              |

#### Италия (1965—1970 гг.)
| Год  | Трек-лист сингла                             |
| ---- | -------------------------------------------- |
| 1965 | Io si, tu no Se agli amici dirai             |
| 1969 | La pioggia Matrimonio d’amore                |
| 1969 | Il mio amore è una ruota Il topolino blu     |
| 1969 | Come Fantomas Chi ride di più                |
| 1970 | Op! Op! Oplà!                                |
| 1970 | Zozoi (итальянская версия) Bugie da elefanti |

#### Испания (1969 год)
| Год  | Песни                                     |
| ---- | ----------------------------------------- |
| 1969 | La lluvia Hombre chiquitin Los años locos |

#### Япония (1965—1966 гг.)
| Год  | Песни                                                     |
| ---- | --------------------------------------------------------- |
| 1965 | Yume miro chanson ningyou (Poupée de cire, poupée de son) |
| 1966 | Yume ni mita ojisama (Un prince charmant)                 |

### 1974—2004 гг.

#### Студийные альбомы
| Год  | Название альбома                       |
| ---- | -------------------------------------- |
| 1975 | France Gall                            |
| 1977 | Dancing disco                          |
| 1980 | Paris, France                          |
| 1981 | Tout pour la musique                   |
| 1984 | Débranche!                             |
| 1987 | Babacar                                |
| 1992 | Double jeu (совместно с Мишелем Берже) |
| 1996 | France                                 |

#### Концертные альбомы
| Год  | Название альбома                                                           |
| ---- | -------------------------------------------------------------------------- |
| 1978 | Live Théâtre des Champs-Élysées                                            |
| 1982 | Palais des Sports                                                          |
| 1985 | France Gall au Zénith                                                      |
| 1988 | Le tour de France 88                                                       |
| 1993 | Simple je — Débranchée à Bercy                                             |
| 1994 | Simple je — Rebranchée à Bercy                                             |
| 1994 | Simple Je — L’intégrale Bercy 93 (Débranchée à Bercy + Rebranchée à Bercy) |
| 1997 | Concert public Olympia / Concert acoustique M6                             |
| 2005 | Pleyel (запись 1994 года)                                                  |

#### СинглыWarner(1974—2004 гг.)
| Год  | Трек-лист сингла                                                              |
| ---- | ----------------------------------------------------------------------------- |
| 1974 | La déclaration d’amour Si l’on pouvait vraiment parler                        |
| 1974 | Mais aime-la A votre avis                                                     |
| 1976 | Comment lui dire Samba mambo                                                  |
| 1976 | Ce soir je ne dors pas Big fat mama                                           |
| 1976 | Ça balance pas mal à Paris Le monologue d’Emilie                              |
| 1977 | Musique Dancing disco                                                         |
| 1977 | Si, maman si Ce garçon qui danse                                              |
| 1977 | Le meilleur de soi-même Une nuit à Paris                                      |
| 1978 | Viens je t’emmène La tendresse des mots                                       |
| 1979 | Besoin d’amour Monopolis                                                      |
| 1980 | Il jouait du piano debout La chanteuse qui a tout donné                       |
| 1980 | Bébé comme la vie Plus d'été                                                  |
| 1980 | Donner pour donner Les aveux (с Элтоном Джоном)                               |
| 1981 | Tout pour la musique Résiste                                                  |
| 1981 | Résiste Tout pour la musique                                                  |
| 1982 | Amor también La fille de Shannon                                              |
| 1984 | Débranche J’ai besoin de vous                                                 |
| 1984 | Hong Kong star Tu comprendras quand tu seras plus jeune                       |
| 1984 | Hong Kong star (remix) Débranche (version longue)                             |
| 1985 | Calypso Si superficielle                                                      |
| 1985 | Cézanne peint Savoir vivre                                                    |
| 1987 | Babacar C’est bon que tu sois là                                              |
| 1987 | Ella, elle l’a Dancing Brave                                                  |
| 1988 | Évidemment La chanson d’Azima                                                 |
| 1988 | Papillon de nuit J’irai où tu iras                                            |
| 1989 | La chanson d’Azima C’est bon que tu sois là (live)                            |
| 1992 | Laissez passez les rêves (с Мишелем Берже) Jamais partir (с Мишелем Берже)    |
| 1992 | Superficiel et léger (с Мишелем Берже) Bats-toi (с Мишелем Берже)             |
| 1993 | Les élans du cœur (с Мишелем Берже) Les couloirs des Halles (с Мишелем Берже) |
| 1993 | Mademoiselle Chang (live) La négresse blonde (с Мишелем Берже)                |
| 1993 | Si, maman si (live) Mademoiselle Chang (live)                                 |
| 1993 | Il jouait du piano debout (live) Débranche (live)                             |
| 1994 | La chanson de la négresse blonde (live) Jamais partir (live)                  |
| 1994 | Le paradis blanc (live) Bats-toi (live)                                       |
| 1994 | Les princes des villes (remixes)                                              |
| 1996 | Plus haut À quoi il sert                                                      |
| 1996 | Privée d’amour Résiste                                                        |
| 1996 | Message personnel Laissez passer les rêves                                    |
| 1997 | Résiste (remix) Privée d’amour (Bruck Dawit remix)                            |
| 1997 | Attends ou va-t’en (live) Diégo, libre dans sa tête (live)                    |
| 1997 | Viens je t’emmène (live) C’est bon que tu sois là (live)                      |
| 2004 | La seule chose qui compte                                                     |

### Компиляции

#### КомпиляцииPhilips(песни 1963—1968 гг)
Только выходившие / переиздававшиеся на CD
| Год  | Название                                       |
| ---- | ---------------------------------------------- |
| 1989 | France Gall                                    |
| 1990 | France Gall                                    |
| 1992 | Poupée de son (1 CD)                           |
| 1992 | Laisse tomber les filles (Volume 1)            |
| 1992 | Poupée de cire, poupée de son (Volume 2)       |
| 1992 | Les sucettes (Volume 3)                        |
| 1992 | Bébé requin (Volume 4)                         |
| 1992 | Poupée de son (4 CD)                           |
| 1995 | France Gall (Volume 1)                         |
| 1995 | France Gall (Volume 2)                         |
| 1995 | French 60’s EP Collection (Volume 1)           |
| 1996 | French 60’s EP Collection (Volume 2)           |
| 1997 | 1968 (переиздание пластинки 1967 года)         |
| 1998 | Baby Pop (переиздание пластинки 1966 года)     |
| 1999 | Master Série                                   |
| 2000 | Les sucettes (переиздание пластинки 1967 года) |
| 2001 | Poupée de son                                  |
| 2001 | France Gall CD Story                           |
| 2001 | Intégrale Philips 1963—1968                    |
| 2002 | Best of France Gall                            |
| 2003 | Lounge Legends                                 |
| 2004 | Tendres années 60                              |
| 2005 | France Gall                                    |
| 2006 | France Gall Gold                               |

#### Компиляции песен на немецком языке
Только выходившие на CD
| Год  | Название                           |
| ---- | ---------------------------------- |
| 1989 | Ihre Grössten Hits                 |
| 1993 | Ihre Großen Erfolge                |
| 1996 | Zwei Apfelsinen im Haar (A Banda)  |
| 1998 | En Allemand — Das Beste in Deutsch |
| 2000 | Love, l’amour und Liebe            |

#### КомпиляцииWarner(песни 1974—1997 гг)
только выходившие / переиздававшиеся на CD
| Год  | Название                                                         |
| ---- | ---------------------------------------------------------------- |
| 1988 | Les plus belles chansons de France Gall                          |
| 1988 | Passionnément                                                    |
| 1990 | Les années musique (1 CD, 2 CD)                                  |
| 1994 | Les plus belles chansons de France Gall                          |
| 1998 | Les plus belles chansons de France Gall                          |
| 2002 | Sélection talents (Volume 1)                                     |
| 2002 | Sélection talents (Volume 2)                                     |
| 2004 | Évidemment (2 CD, 3 CD, 2 CD+DVD)                                |
| 2004 | Évidemment (13 CD + DVD)                                         |
| 2005 | Quand on est ensemble (CD 1 — France Gall, CD 2 — Michel Berger) |
| 2006 | France Gall 1975—1981                                            |
| 2006 | France Gall 1984—1996                                            |
| 2008 | Viens je t’emmène (3 CD)                                         |

### Альбомы с её участием
- 1964 — Альбом Сержа Генсбура Gainsbourg Percussions, песня Pauvre Lola (в этой песне Франс только смеётся, и это даже нигде не указано)
- 1967 — Первая пластинка певицы Мирей Дарк, дуэт Ne cherche pas à plaire
- 1974 — Альбом Мишеля Берже Chansons pour une fan, куплет в песне Mon fils rira du rock’n’roll
- 1978 — Starmania (студийная версия), рок-опера Мишеля Берже и Люка Пламондона
- 1979 — Starmania (концертная версия), рок-опера Мишеля Берже и Люка Пламондона
- 1985 — Организация Les chanteurs sans frontières (Певцы без границ) записывает песню Chanson pour l'Éthiopie в помощь голодающим Эфиопии. Деньги от продаж пластинки будут переданы организации Врачи без границ.
- 1993 — Les Enfoirés chantent Starmania: песни Un garçon pas comme les autres (сольно) и Le monde est stone (вместе со всеми участниками концерта).
- 1994 — Les Enfoirés au Grand Rex: песня Ella, elle l’a дуэтом с Франсисом Кабрелем.
- 1994 — Альбом Рено Ансона Des plaies et des bosses, бэк-вокал в песнях Bof génération и Quatre saisons.

## Видеография

### VHS / DVD
- 1978 — Super 8 — Live au Théâtre des Champs-Élysées
- 1986 — VHS — France Gall au Zénith, переиздание — 1989
- 1988 — VHS — Le Tour de France 1988
- 1988 — VHS — Portrait en tournée
- 1994 — VHS — Bercy 1993, — В 2004 году концерт издан на DVD в составе антологии Evidemment, в 2006 — отдельным диском.
- 1997 — VHS — Concert public Olympia, VHS
- 2004 — DVD — Évidemment (5 клипов), диск включён в одну из версией компиляции Evidemment.
- 2006 — DVD — Émilie ou la petite sirène ‘76, переиздания — май и ноябрь 2007 года

### Клипы

#### Scopitone, 1960-е
- 1964 — La cloche
- 1964 — Laisse tomber les filles
- 1964 — Sacré Charlemagne
- 1966 — Baby Pop

#### Клипы
- 1984 — Débranche ! (режиссёр — Джип Новак)
- 1987 — Babacar (режиссёр — Мишель Берже)
- 1987 — Ella, elle l’a (режиссёр — Бернар Шмитт)
- 1988 — Évidemment (режиссёр — Мишель Берже)
- 1988 — Papillon de nuit (режиссёр — Мишель Берже)
- 1989 — La chanson d’Azima (режиссёр — Мишель Берже)
- 1992 — Laissez passer les rêves (режиссёр — Филипп Готье)
- 1992 — Superficiel et Léger (режиссёр — Жан-Мари Перье)
- 1993 — Les élans du cœur (режиссёр — Жан-Мари Перье)
- 1996 — Plus haut (режиссёр — Жан-Люк Годар)
- 1996 — Privée d’amour (режиссёр — Летисья Массон)
- 1996 — Message personnel (режиссёр — Бернар Шмитт)
- 1997 — Résiste (режиссёр — Филипп Готье)
- 2004 — La seule chose qui compte (режиссёр — Оливье Даан)

### Биографии
- Юг Руайе и Филипп Сеги: France Gall, Michel Berger, deux destins pour une légende, Editions du Rocher, 1994 год (ISBN 2-268-01873-3)
- Грегуар Колар и Ален Морель: France Gall, le destin d’une star courage, Flammarion, 2007 год (ISBN 2-08-120729-X)
- Ален Водраска: France Gall, muse et musicienne, Editions Didier Carpentier, 2010 год (ISBN 978-2-84167-691-0)

### Написанные ей самой
- Франс Галль и Жан Брусс: Michel Berger, si le bonheur existe, Éditions Le Cherche midi, 2002 год (ISBN 2-7491-0012-7)

## Полученные награды
- 1965 — Гран-при конкурса песни Евровидение за песню Poupée de cire, poupée de son.
- 1987 — Victoires de la musique в номинации «Певица года».
- 1988 — Victoires de la musique в номинации «артист, чьи песни лучше всего продаются за границей» (за 500 000 экземпляров сингла Ella, elle l’a).
- 1988 — Артистка года (в Германии).
- 1994 — Кавалер ордена Почётного легиона.
- 1994 — Награда Femmes en Or в номинации «Концерты».